# Tantalaeschynite-(Y)
La tantalaeschynite-(Y) è un minerale appartenente al gruppo dell'aeschynite.